# Врублевский, Виктор Иванович
Виктор Иванович Врублевский (18 мая 1930 — 31 декабря 2011) — передовик советской строительной промышленности, машинист вращающихся печей Теплоозёрского цементного завода Министерства промышленности строительных материалов СССР, Еврейская автономная область, Герой Социалистического Труда (1966).

## Биография
Родился в 1930 году в деревне Нарейки Минской области в польской семье. 
В 1935 году вся семья переехала на заработки на Дальний Восток. В 14 лет, когда шла Великая Отечественная война, Виктор начал трудовую деятельность, пас общественное стадо. Окончив обучение в 1947 году он поехал работать на карьер по намыву золота. В 1950 году был призван в Красную Армию. 
В 1953 году, демобилизовавшись, устроился машинистом локомобиля в приисковой экспедиции, вблизи таёжного посёлка Гарь. В 1956 году переехал в Облучинский район, в посёлок Тёплое озеро, трудоустроился на цементный завод. В начале работал на заводской электростанции, потом перешёл в транспортный отдел. Позже прошёл обучение на машиниста печей, и в 1957 году стал работать по этой специальности. 
В период седьмой пятилетки его бригада перевыполнила плановое задание досрочно, добилась взятых на себя обязательств.  
Указом Президиума Верховного Совета СССР от 28 июля 1966 года за достижение высоких показателей в производстве строительных материалов Виктору Ивановичу Врублевскому было присвоено звание Героя Социалистического Труда с вручением ордена Ленина и медали «Серп и Молот. 
С 1966 года член КПСС. С 1971 по 1980 годы был членом обкома КПСС Еврейской автономной области. 
Проживал в Теплоозёрске. Умер 31 декабря 2011 года. Похоронен на местном кладбище.  

## Награды
Награждён за трудовые успехи:
- золотая звезда «Серп и Молот» (28.07.1966)
- орден Ленина (28.07.1966)
- Орден Октябрьской Революции (19.12.1975)
- Медаль "За трудовую доблесть"
- Медаль «В ознаменование 100-летия со дня рождения Владимира Ильича Ленина»
- медали СССР и Российской Федерации.